# Canis lupus communis
O Lobo-russo (Canis lupus communis), é uma subespécie de lobo-cinza, cuja distribuição se restringe a Sibéria. Por muitas vezes, é considerado um sinônimo do lobo-eurasiático (Canis lupus lupus). Mas o mamologista Robert Nowak em 1995, nas suas análises de morfometria separou distintas subespécies de lobo-cinzentos, dentre elas separando o lobo-russo e o lobo-europeu como animais distintos. Erroneamente, é creditado como o lobo mais abrangente em distribuição no Velho Mundo, uma vez que tal título é efetivamente pertencente ao lobo-europeu.

## Características
O lobo-russo é um animal de porte grande, comparável em tamanho ao lobo-eurasiático. Os lobos medem aproximadamente 1,5 metros de comprimento, com uma altura de até 85 centímetros. O lobo russo macho possui uma média de 55,8 kg ao passo que a fêmea é menor com seus 46 kg, o maior lobo achado teria 76,3 kg de peso no momento de sua morte. É bastante similar ao lobo-eurasiático em morfologia.

## Ecologia
O lobo-russo é geralmente considerado mais hostil do que o lobo norte-americano. Mas como a maioria dos lobos do Hemisfério Norte, conserva um comportamento de notável sociabilidade. Seus grupos possuem geralmente de 3 a 8 membros, mas em 2011 foi relatada uma alcateia desproporcionalmente grande que continha quase 400 animais.
Os lobos são predadores especializados em grandes animais como javalis, renas e alce. Mas eles às vezes caçam veados-almiscareiros e animais menores como coelhos e lebres. Pela rigidez do seu ecossistema, não é raro os encontros agonísticos com outros predadores como urso-pardo e linces. Apesar de geralmente ocuparem uma posição de nível trófico elevada, quando simpátricos com os tigres-de-amur (P. t. altaica), os lobos se veem sendo extensivamente caçados, ao ponto da extinção regional. Isso se deve a extrema competição entre ambos os animais e como complemento, a extrema rigidez da Sibéria.